# Панайотіс Захаріу
Панайотіс Захаріу (грец. Παναγιώτης Ζαχαρίου, нар. 26 лютого 1996, Пафос, Кіпр) — кіпрський футболіст, правий вінгер клубу «Омонія» та національної збірної Кіпру.

## Клубна кар'єра
Панайотіс Захаріу народився у місті Пафос і футбольну кар'єру починав у місцевому однойменному клубі. Кілька разів з клубом Захаріу вилітав та знову піднімався до Вищого дивізіону чемпіонату Кіпру.
Влітку 2019 року футболіст перейшов до клубу «Олімпіакос» з Нікосії. Де провів два сезони. І у літнє трансферне вікно 2021 року Захаріу приєднався до складу діючого чемпіона Кіпру - «Омонії». У складі «Омонії» Панайотіс виступав у кваліфікаційному раунді Ліги Європи та у груповому турнірі Ліги конференцій.

## Збірна
16 листопада 2018 року у матчі Ліги націй проти збірної Болгарії Панайотіс Захаріу дебютував у національній збірній Кіпру.

## Титули і досягнення
- Володар Кубка Кіпру (2):

«Омонія»: 2021-22, 2022-23